# Isn't Anything
Isn't Anything es el álbum debut de My Bloody Valentine, lanzado el 21 de noviembre de 1988 por medio de Creation Records. Después de casi tres años de EP y sencillos, Isn't Anything es considerado como uno de los álbumes más influyentes en el desarrollo del género conocido como shoegazing, además de ser aclamado como el precursor directo de Loveless, que, lanzado tres años más tarde, es considerado como la obra maestra de la banda. Heather Phares de Allmusic ha afirmado que "aunque es comúnmente visto como tan sólo un precursor de Loveless, su magnum opus, Isn't Anything de My Bloody Valentine es, en su propia forma, tan innovador como su obra maestra de 1991."

## Lista de canciones
Todas las canciones escritas por Kevin Shields, excepto donde se indique lo contrario.
1. "Soft as Snow (but Warm Inside)" (Shields, Colm Ó Cíosóig) – 2:21
2. "Lose My Breath" (Bilinda Butcher, Shields) – 3:37
3. "Cupid Come" (Butcher, Shields) – 4:27
4. "(When You Wake) You're Still in a Dream" (O'Ciosoig, Shields) – 3:16
5. "No More Sorry" (Butcher, Shields) – 2:48
6. "All I Need" – 3:04
7. "Feed Me with Your Kiss" – 3:54
8. "Sueisfine" (Shields, O'Ciosoig) – 2:12
9. "Several Girls Galore" (Butcher, Shields) – 2:21
10. "You Never Should" – 3:21
11. "Nothing Much to Lose" – 3:16
12. "I Can See It (but I Can't Feel It)" – 3:10

La versión original de vinilo incluyó un sencillo adicional de 7". Ambas canciones son instrumentales y llevan dicho nombre ("Instrumental"). El lado A (llamado usualmente "Instrumental A") tiene una duración de 3:19, mientras que el lado B ("Instrumental B") dura 4:36. Este segundo tema fue incluido en el sencillo de "Only Shallow", lanzado para promocionar Loveless.